# Francesco Marino (biskup)
Francesco Marino (ur. 24 listopada 1955 w Cesa) – włoski duchowny katolicki, biskup Noli od 2017.

## Życiorys
Święcenia kapłańskie otrzymał 6 października 1979 i został inkardynowany do diecezji Aversa. Był m.in. wykładowcą seminarium i instytutu teologicznego w Neapolu, wikariuszem biskupem ds. duchowieństwa oraz dziekanem regionu Trentola Ducenta.
13 listopada 2004 papież Jan Paweł II mianował go ordynariuszem diecezji Avellino. Sakry biskupiej udzielił mu 8 stycznia 2005 ówczesny prefekt Kongregacji ds. Ewangelizacji Narodów - kardynał Crescenzio Sepe.
11 listopada 2016 papież Franciszek mianował biskupa Marino ordynariuszem diecezji Nola. Ingres odbył się 15 stycznia 2017.